# 黄逸平
黄逸平（1928年11月17日—2025年6月18日），男，上海人，中华人民共和国历史学家，华东师范大学教授。主要从事中国近代经济史研究。

## 生平
1928年11月17日出生。1950年，毕业于上海大夏大学经济系。1953年，研究生毕业于复旦大学经济研究所。在《学术月刊》1983年第3期发表论文《江浙“财团”析》，获上海市（1979—1985年）哲学社会科学论文奖。还发表有《旧中国钢铁工业》《近代中国经济变迁》等论文。1983年，任中国近代经济史丛书编委会委员。1985年，上海人民出版社出版《中国近代经济史论文选》。 
2025年6月18日10时38分，在上海华山医院逝世。

## 出版物
- . 社会科学文库史丛. 上海: 上海社会科学院出版社. 1995. ISBN 9787806180495.
- . 近代中国社会史丛书. 上海: 上海人民出版社. 1992. ISBN 9787208014084.